# ミハイロフカ (沿海地方ミハイロフカ地区)
ミハイロフカ（ロシア語: Михайловка, ラテン文字転写: Mikhaylovka）はロシア連邦東部の沿海地方にあり、ミハイロフカ地区の中心に位置する村。人口は9,153人（2010年全ロシア国勢調査）。